# Appenai-sous-Bellême
Appenai-sous-Bellême är en kommun i departementet Orne i regionen Normandie i nordvästra Frankrike. Kommunen ligger i kantonen Bellême som tillhör arrondissementet Mortagne-au-Perche. År 2022 hade Appenai-sous-Bellême 277 invånare.

## Befolkningsutveckling
Antalet invånare i kommunen Appenai-sous-Bellême
| Referens: INSEE |